# Сафонович, Мария Валентиновна
Мари́я Валенти́новна Сафоно́вич (урожд. Гаспари́ни или Гаспа́рина; 1817, Орловский уезд, Орловская губерния — 10 мая 1896, Орёл) — российская общественная деятельница, тайная советница. Супруга орловского гражданского губернатора В. И. Сафоновича.

## Происхождение. Семья
Мария Валентиновна Гаспарини родилась в 1817 году в семье карачевского дворянина-помещика Валентина Петровича Гаспарини (на русский манер — Гаспарина) — итальянца, в прошлом — военнослужащего наполеоновской армии, перешедшего на русскую службу. Всего у Валентина Петровича и его жены родилось девять детей — семь дочерей и два сына. Одна из младших сестёр Марии, Софья, позднее вышла замуж за Н. А. Тухачевского. В этом браке родился сын Николай, впоследствии ставший отцом советского военачальника М. Н. Тухачевского.
В октябре 1857 года, находясь уже в зрелом возрасте, Гаспарини вышла замуж за орловского гражданского губернатора В. И. Сафоновича, который был вдовцом. К тому моменту она уже владела собственным имением в селе Троицкое на Щучье (Орловская губерния). Став супругой губернатора, Мария Валентиновна стала приобщаться к общественной жизни Орла и губернии. Так, в сентябре 1860 года, после открытия в Орле женского училища 2 разряда (с 1870 — Николаевская женская гимназия), Сафонович предложил избрать свою жену попечительницей училища. Эту должность она продолжала занимать как после его отставки в 1861 году, так и после его смерти в 1867 году. Когда Сафонович скончался, Марии Валентиновне шёл 50-й год — она была моложе супруга практически на 20 лет.
В 1894 году вдова бывшего губернатора, кроме прочего, взяла на себя попечительство над орловским женским детским приютом ведомства императрицы. 10 мая 1896 года она умерла. Некролог, напечатанный в газете «Орловский вестник», подчеркнул то, что Мария Валентиновна посвятила себя благоустройству приюта, благодаря её стараниям и заботам он «во всех отношениях находится теперь в блестящем состоянии».